# Matthew Vassar
Matthew Vassar (n. 29 aprilie 1792 – d. 23 iunie 1868) a fost un berar, comerciant și filantrop american, născut în Anglia, ulterior emigrat și stabilit în  Statele Unite ale Americii.  A fondat colegiul care îi poartă numele, Vassar College, în 1861.  A fost unul din verii lui John Ellison Vassar. 

## Ani timpurii
Vassar s-a născut în East Dereham, Norfolk, Anglia.  În 1796, la patru ani, familia sa a emigrat în Statele Unite, în statul  New York, stabilindu-se într-o zonă rurală din apropierea orașului Poughkeepsie.  Când tânărul Vassar fusese de 14 ani, părinții săi l-au tocmit calfă la un tăbăcar.

## Carieră în afaceri
Doar cu o zi înainte de a începe ucenicia sa de viitor tăbăcar, Vassar a fugit „în lume,” stabilindu-se în localitatea Newburgh, statul New York, angajându-se în industria fabricării berii.  Ulterior, la 18 ani, a preluat mica berărie a familiei.  În următoarele decenii, a creat propria sa berărie din Poughkeepsie, care a continuat să crească, devenind una dintre cele mai mari ale țării.  De asemenea, în anii 1830, Vassar a devenit unul dintre primii berari americani, care a fost capabil de a obține o distribuire națională a produselor sale, fiind probabil primul care a avut puncte de distribuție în fiecare stat și teritoriu al națiunii din acea vreme.  În procesul creșterii afacerii sale și al acoperirii teritoriale a Statelor Unite cu produsele sale, Matthew Vassar a acumulat și o consistentă avere.

## Vassar College

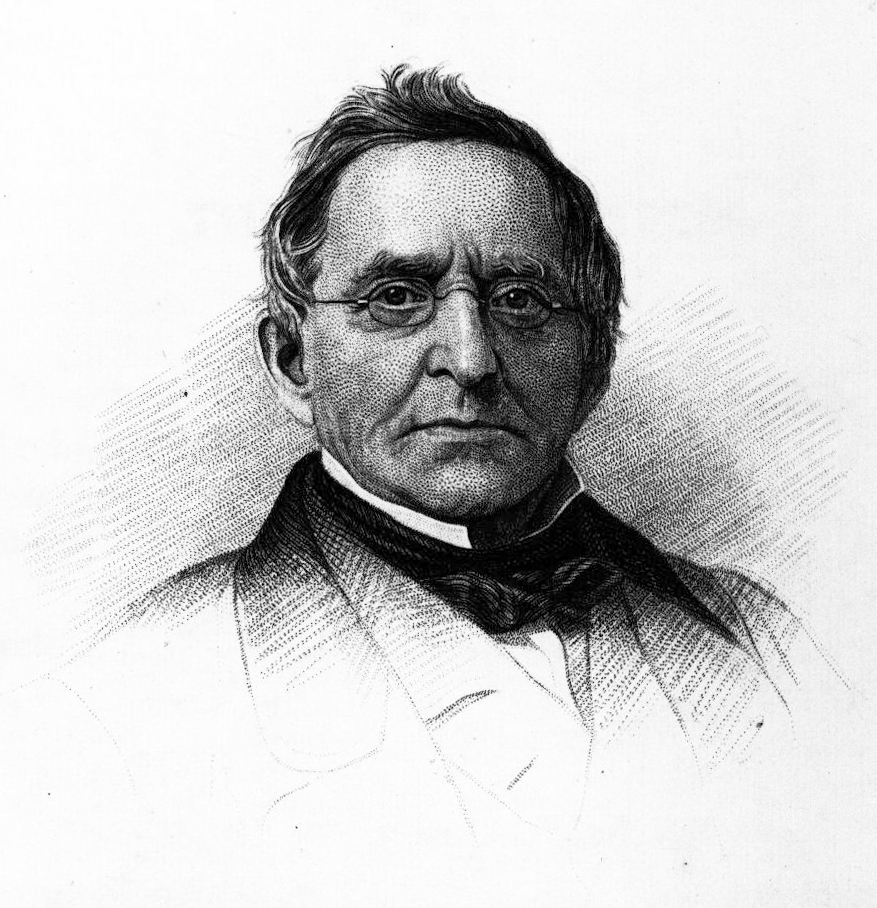
Unul din portretele lui Vassar

Lydia Booth, una din nepoatele lui Matthew Vassar, a insistat și l-a convins pe unchiul său să creeze un colegiu pentru femei, unul dintre primele de acest fel din Statele Unite, care va urma sa fie în Poughkeepsie.  În ianuarie 1861, Legislatura statului New York a votat un act de încorporare a Vassar College, un colegiu pentru femei.
La data de 26 februarie 1861, Matthew Vassar a presentat în fața Comitetului⁠(en)[traduceți] de conducere al colegiului suma de 408.000 de dolari (peste 10.000.000 de dolari la actuala valoare) și un act de donare a unei bucăți de pământ de circa 810 ha (în original 200 de acri).   La 23 iunie 1868, Vassar a adresat cuvântarea sa de adio⁠(en)[traduceți] în fața aceluiași Comitet de conducere (Vassar College Board of Trustees). Vassar a decedat în timpul citirii celei de-a unsprezecea pagini a discursului.  Printr-un act special, adoptat de Congresul Statelor Unite ale Americii la 15 iulie 1870, orice sumă de bani donată colegiului a fost scutită de plata oricăror fel de taxe. 

## Casă muzeu
Casa lui Matthew Vassar din Springside (Poughkeepsie, New York)⁠(en)[traduceți], localitate aflată la sud de Poughkeepsie, face parte din clădirile protejate de însemnul National Historic Landmark.